# Lou La Bonté
 (janvier 2011).
Si vous disposez d'ouvrages ou d'articles de référence ou si vous connaissez des sites web de qualité traitant du thème abordé ici, merci de compléter l'article en donnant les références utiles à sa vérifiabilité et en les liant à la section « Notes et références ».
Lou La Bonté (né Daniel Verbecelte à Bruxelles en 1943) est un écrivain français. 

## Biographie
Comme tous les enfants juifs nés pendant la Deuxième Guerre mondiale, sa petite enfance a été très perturbée, au point qu'il a fait paraître en 2013 aux éditions Guillemain à un nombre réduit d'exemplaires (250) un livret intitulé Je ne voulais pas être juif.
Il n'a pas écrit que des polars. Son premier roman, policier, Putain de ma sœur, est paru en 1962 à la SEP, éditeur aujourd'hui disparu. Il a aussi publié d'autres genres de récits, ainsi que des ouvrages traitant de questions diverses : la santé, l'avortement, la métasexualité, la chimie et la physique, les rapports entre l'Europe et les États-Unis, le goulag à l'époque de l'URSS, l'apprentissage du russe, des questions de philosophie, etc.
Quand il a publié son premier roman, il a été contraint, comme beaucoup d'autres auteurs de son âge ou plus âgés, de le faire paraître sous des noms d'emprunt, car le milieu universitaire dans lequel il évoluait alors n'acceptait pas sans difficulté qu'une personne ayant un travail sérieux se permît d'autre part de « pondre des romans de gare ». Aujourd'hui la question ne se pose plus, mais puisqu'il avait auparavant sorti plusieurs récits sous des noms d'emprunt, autant continuer... Ayant des aspirations sociales et plus ou moins contestataires, comme d'autres auteurs, il utilisait le polar comme moyen de faire passer ses idées sans risque de se voir censuré, la censure étant en effet très présente et pressante alors. À l'heure actuelle, il s'occupe aussi d'édition et collabore avec la dessinatrice Evy Choquet, à la conception de maquettes et de couvertures de livres d'autres auteurs. 
NB : Il est difficile de réunir tous les titres parus de Lou La Bonté du fait qu'il a publié ses écrits sous divers pseudonymes. Une chose est cependant caractéristique de son écriture : un penchant pour une langue un peu rétro (qu'elle soit du français classique, populaire ou argotique) avec l'emploi systématique de subjonctifs imparfaits quand la syntaxe l'exige. Nous notons aussi avec surprise que dans la majorité - si pas dans la totalité - de ses ouvrages les héroïnes féminines ont toutes un nom de fleur.

### Sous le nom de Lou La Bonté
- Un cadavre imbuvable, éditions Rencontre, 1968, 140 pages. Réédition Noir délire, 1999  (ISBN 2-913936-01-6).
- Un poulet plein de plumes, éditions Rencontre, 1969, 152 pages. Réédition Noir délire, 1999  (ISBN 2-913936-03-2).
- Que d'eau que de négriers..., réédition Noir délire, 2008  (ISBN 2-913936-14-8).
- Balade dans un rafiot pourri, SEP, 1965. Réédition Cavalier Vert, 2015  (ISBN 2-908057-17-4).
- Où tu chieras j'irai, Lipha, 1965.
- Apprenez le russe dans les camps, éditions Rencontres, 1969.
- Un tueur à la recherche de sa personnalité, 1967, 172 pages. Réédition Noir délire, 1999  (ISBN 2-913936-00-8).
- Agence Mimosa, recherche dans l'intérêt des familles, Noir délire, 2011. Réimpression Koikalit, 2015.
- Attention ! cannibale, réédition Bureau M, 2012  (ISBN 978-2-917911-13-6).
- Un os dans le plafond, Granit, 2011.
- L'Amer à boire, Double fureur, 2012  (ISBN 978-2-912704-13-9).
- Assassins ! assassins !, Noir délire, 2012  (ISBN 978-2-913936-23-2).
- Putain de ma sœur, Feuille par feuille, 2010  (ISBN 979-10-90264-02-1).
- La Chute de la bonne patte, Cavalier Vert, 2011  (ISBN 978-2-908057-41-6).
- Profession empailleur, Bureau M, 2011.
- Petite bite de riz, Granit, 1984.
- Comment (sur)vit le petit peuple, Lipha, 1978.

### Sous d'autres noms
(liste non exhaustive)
Sous le nom d'Ali La Pointe
- La Faiseuse d'anges, éd. Rencontres, 1994  (ISBN 978-2-87307-065-6).

Sous le nom de Dary Chapart
- Les États-Unis abattent l'Union soviétique et La Raison du plus fort…, éd. Rencontres, 1999  (ISBN 979-10-94715-00-0).
- Les États-Unis, notre meilleur ennemi, Lipha, 1965. Réédition Guillemain, 2004  (ISBN 2-912807- 01-8).

Sous le nom du Dr Élie Vérec
- Les Troubles de la malnutrition et Malade doit-on nécessairement souffrir, éd. Lipha, 1969.
- La contraception, l'avortement et leurs techniques, éd. Rencontres, 1977  (ISBN 978-2-87307-003-8).

Sous le nom de Benjamin Hordeaux
- Un si bel amour, éd. Rencontres, 1983  (ISBN 978-2-87307-030-4).

Sous le nom de Pierre Destombes
- Je fais semblant d'être vivant, éd. Philosophie en questions, 2004  (ISBN 978-2-914000-03-1).
- Mauvaises Nouvelles, éd. Bureau M., 2009  (ISBN 978-2-912702-15-9).
- Une horreur toute simple, éd. Noir délire, 2012  (ISBN 978-2-913936-55-3).

Sous le nom de Serge Durdu
- Je ne voulais pas être juif, éd. Guillemain, 2010  (ISBN 978-2-912807-40-3).
- Souffre et tais-toi, éd. Guillemain, 2011  (ISBN 978-2-912807-18-2).
- Le peuple est la plaie des riches, Double fureur, 2015  (ISBN 978-2-912704-04-7).

Sous le nom de Sylvain Cunouy
- Hormones et tortures, éd. Rencontres, 2012  (ISBN 978-2-87307-049-6).